# Jenny Friedrich-Freksa

Jenny Friedrich-Freksa (2002), Preisverleihung Marlies-Hesse-Nachwuchspreis

Jenny Friedrich-Freksa (* 1974 in Berlin) ist eine deutsche Journalistin und Autorin. Seit 2005 ist sie Chefredakteurin der Zeitschrift Kulturaustausch.

## Werdegang
Jenny Friedrich-Freksa studierte Gesellschafts- und Wirtschaftskommunikation an der Hochschule der Künste Berlin. Von Juli bis Oktober 2001 war sie als Stipendiatin am Casa di Goethe in Rom; weitere Auslandsaufenthalte führten sie nach Paris und Genf. Sie schrieb mehrere Jahre für die Süddeutsche Zeitung und deren Magazin Jetzt, bevor sie 2005 die Chefredaktion des Magazins Kulturaustausch übernahm.
Jenny Friedrich-Freksa ist seit ihrer Kindheit Reiterin und veröffentlichte 2019 unter dem Titel Pferde ihr erstes Sachbuch.

## Publikation
- Pferde. Hanser Literaturverlag, Berlin 2019, ISBN 978-3-446-26205-8.

## Auszeichnung
- 2002: Marlies-Hesse-Nachwuchspreis für „Nur für Mädchen: ein Tag ein Junge“ in: Jetzt, das Magazin der Süddeutschen Zeitung vom 28. Februar 2000[4]